# Yelena Petushkova
Yelena Vladimirovna Petushkova (Moscou, 17 de novembro de 1940 – 9 de janeiro de 2007) foi uma adestradora soviética, campeão olímpico. 

## Carreira
Yelena Petushkova representou seu país nos Jogos Olímpicos de 1968 e 1972, no qual conquistou a medalha de ouro no adestramento por equipes, em 1972, e prata por equipes em 1968 e no individual, em Munique 1972.